# Creeslough
Creeslough (iriska: An Craoslach) är en ort i republiken Irland.   Den ligger i grevskapet County Donegal och provinsen Ulster, i den norra delen av landet, 220 km nordväst om huvudstaden Dublin. Creeslough ligger 54 meter över havet och antalet invånare är 410.
Terrängen runt Creeslough är kuperad söderut, men norrut är den platt.Runt Creeslough är det glesbefolkat, med 8 invånare per kvadratkilometer. Närmaste större samhälle är Dunlewy, 16,9 km sydväst om Creeslough. Trakten runt Creeslough består i huvudsak av gräsmarker.